# Нортвуд-Хилс (станция метро)
«Нортвуд Хилс» (англ. Northwood Hills) — станция лондонского метро на линии Метрополитен. Станция относится к 6 тарифной зоне.

## Галерея

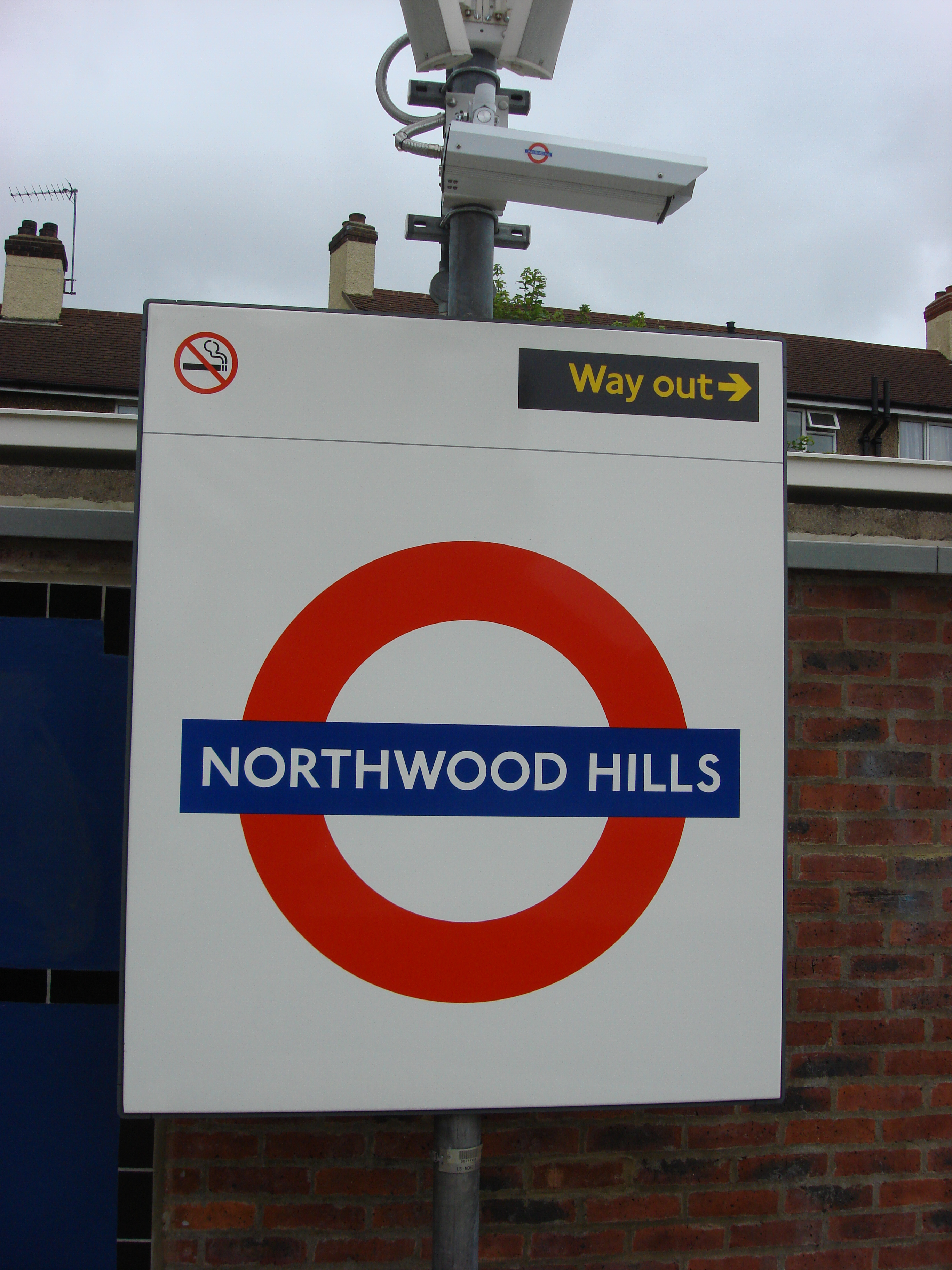
Рондель станции
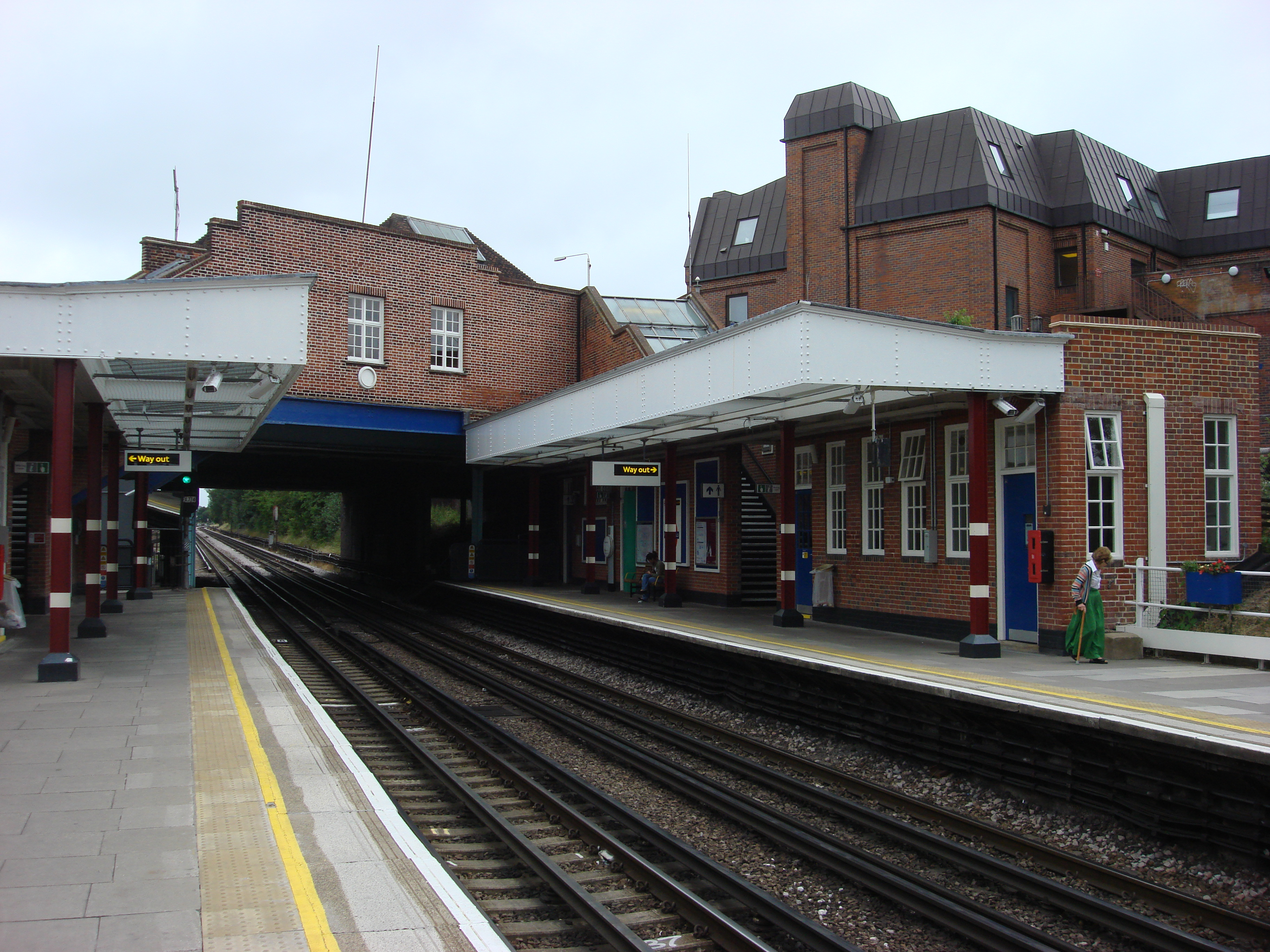
Платформа
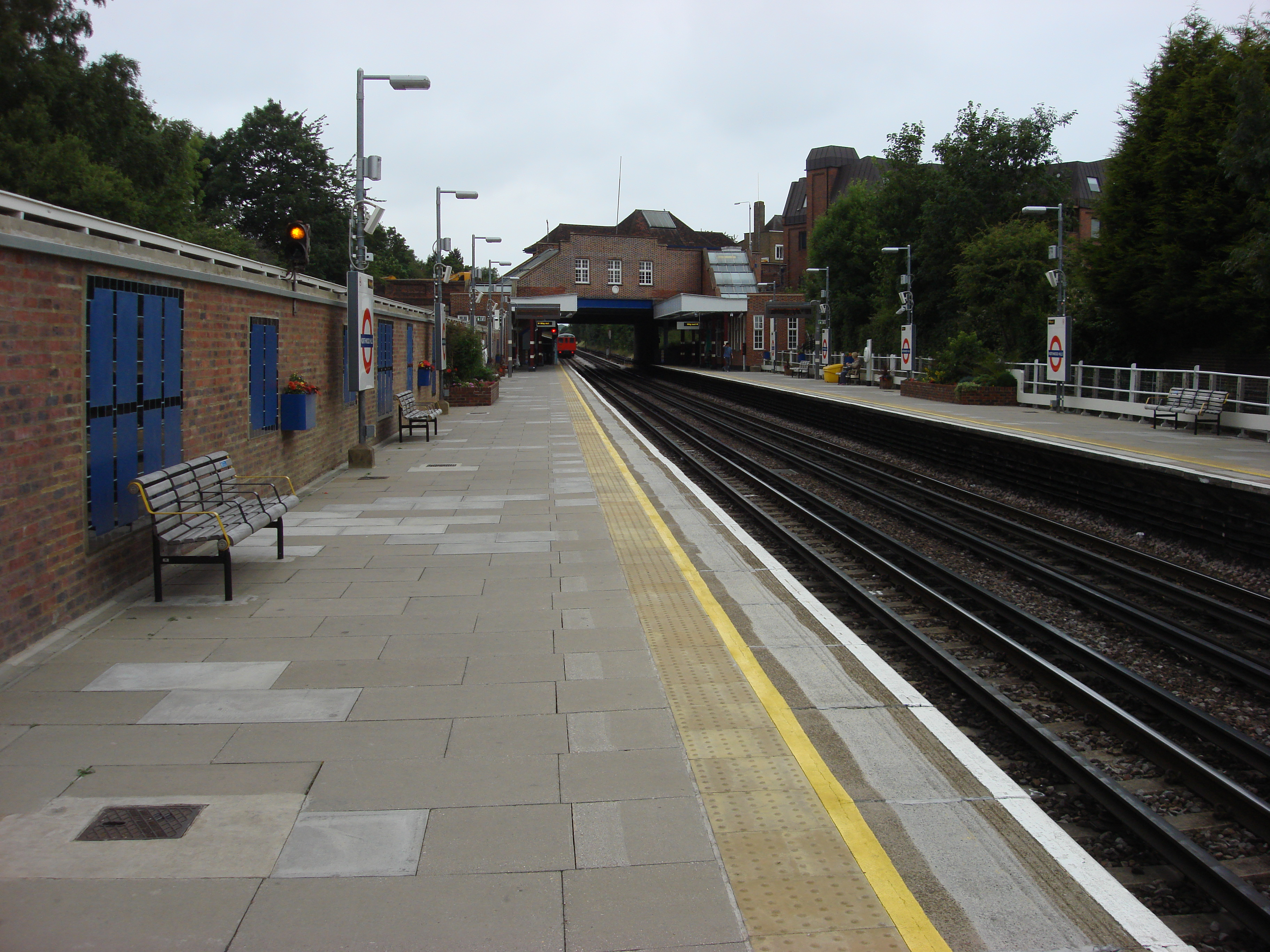
Платформа
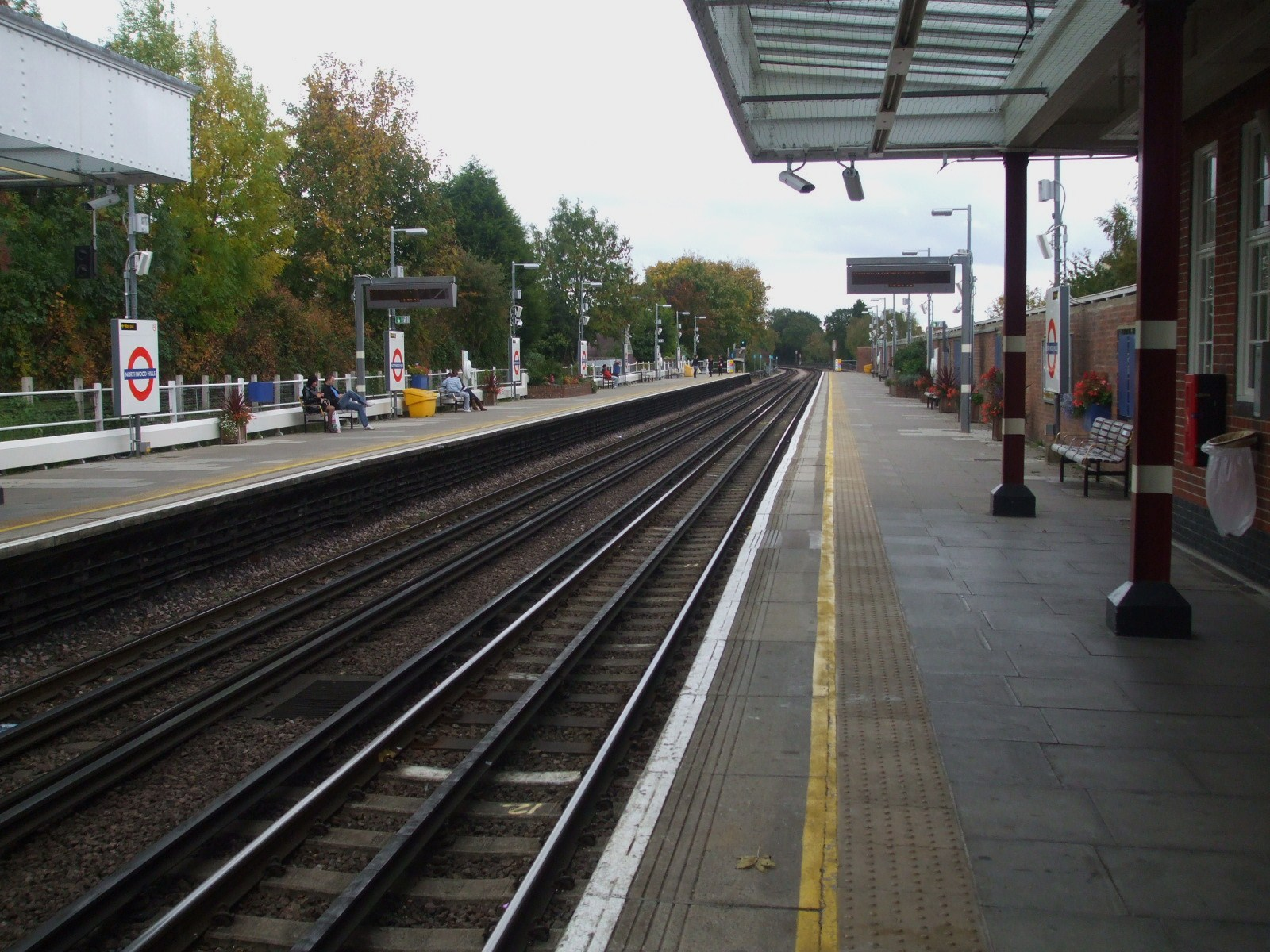
Платформа